# Бранимир Балачев
Бранимир Николаев Балачев е български политик и адвокат от ГЕРБ. Народен представител от ГЕРБ в XLVII, XLVIII и XLIX народно събрание. Бил е председател на ПД „Социалдемократи“ за област Варна. Бил е общински съветник (2003 – 2007) и заместник-председател на Общинския съвет във Варна.
В периода от 1998 до 2005 г. е преподавател по семейно и наследствено право във Варненския свободен университет „Черноризец Храбър“, а от 1999 до 2005 г. е член на Адвокатския съвет при Варненската адвокатска колегия.

## Биография
Бранимир Балачев е роден на 20 ноември 1952 г. в град Варна, Народна република България. Завършил специалност „Право“ е Юридическия факултет на Софийски университет „Св. Климент Охридски”. Дълги години работи като адвокат.
Балачев придобва дялове във фирми, занимаващи се с хазартни игри, търговия с бяла техника, недвижими имоти, брокерска дейност с ценни книжа и управление на портфейли, рибовъдство и др. Бил е в управата на ФК „Спартак“, заедно с бизнес партньора си Иван Славков.